# Friedenskirche (Cheb)

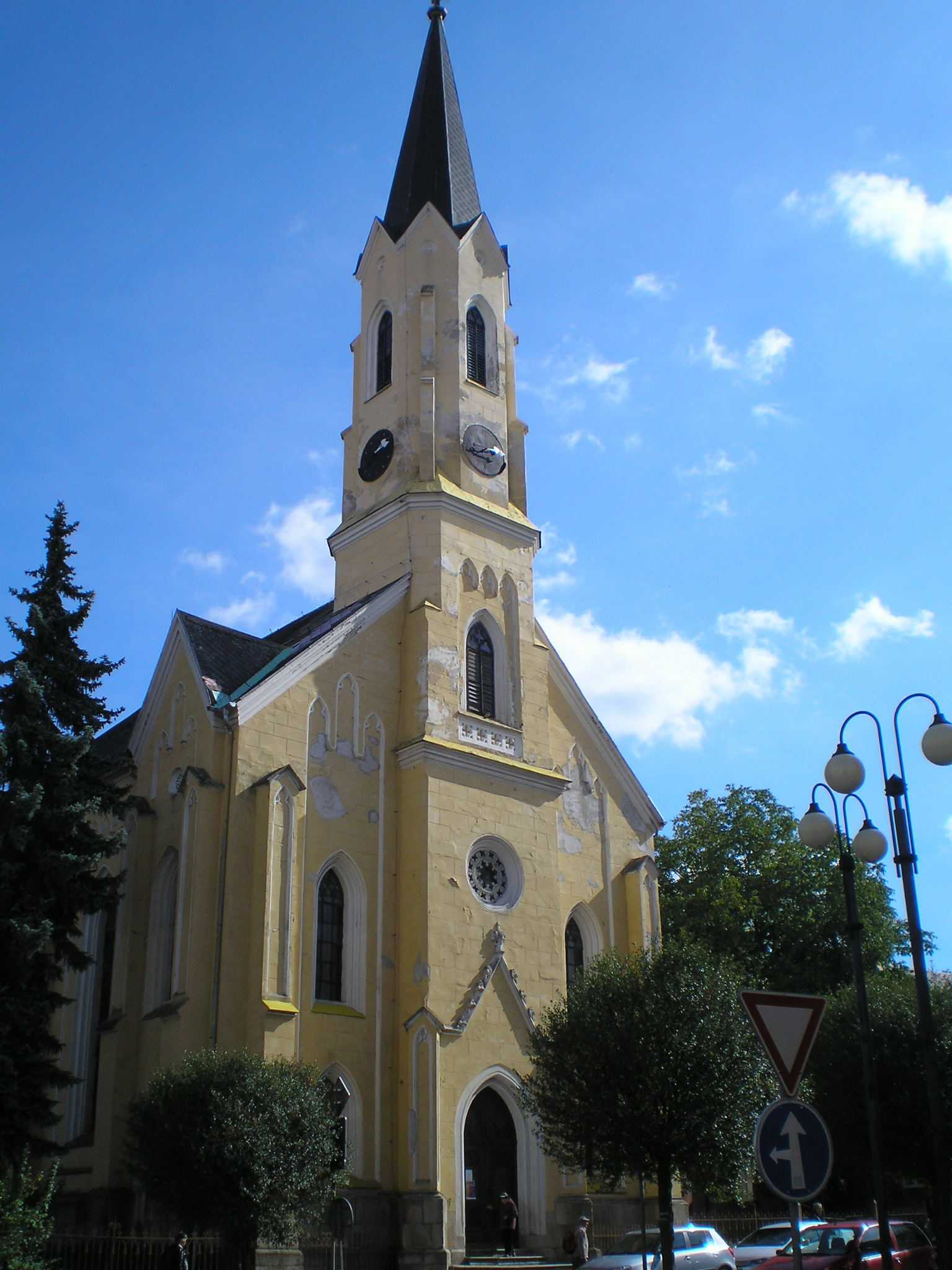
Evangelische Friedenskirche Eger

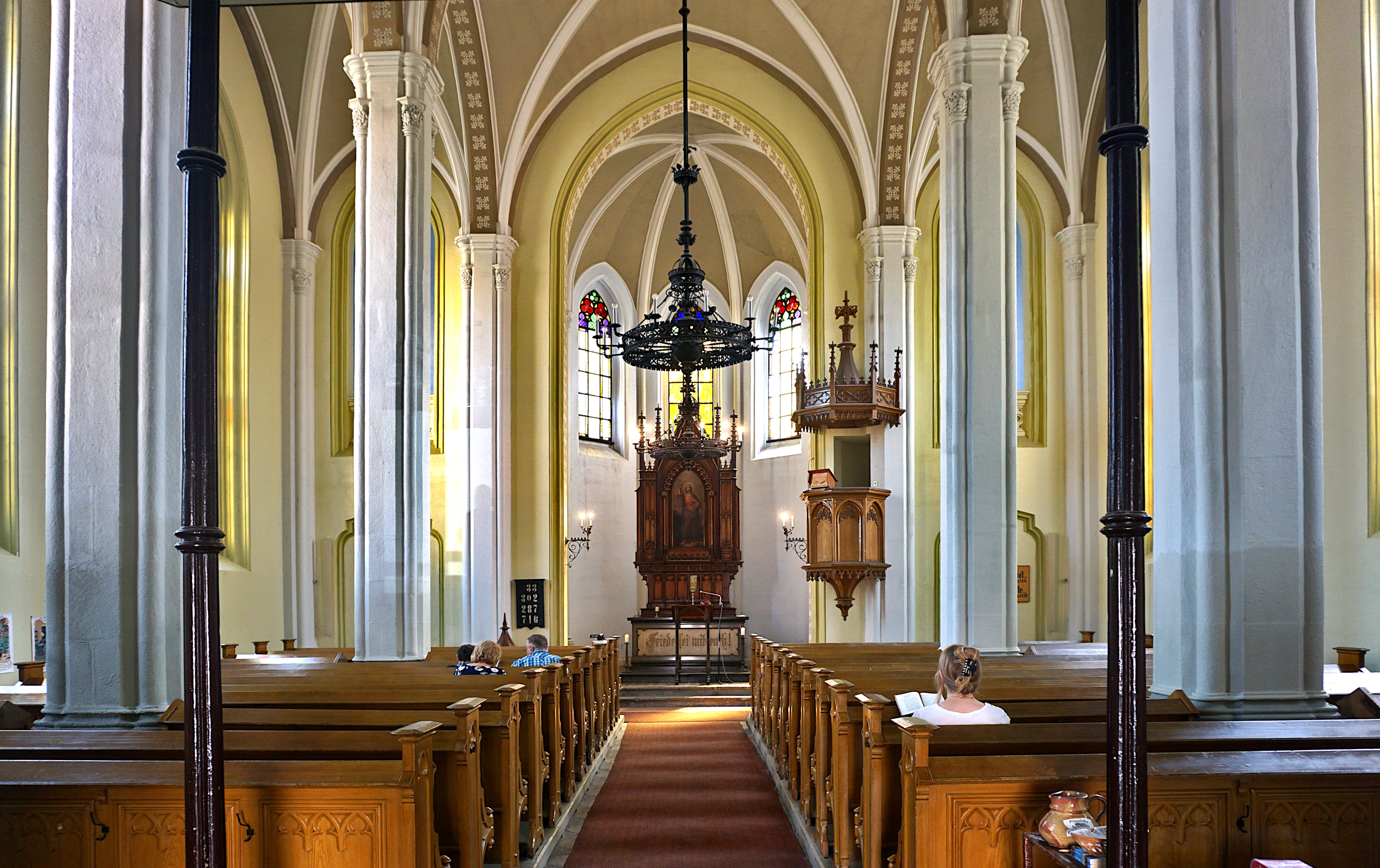
Innenraum der Friedenskirche

Die Friedenskirche ist die ehemalige evangelisch-lutherische Pfarrkirche von Eger in Tschechien. Bis 1945 gehörte sie der Deutschen Evangelischen Kirche in Böhmen, Mähren und Schlesien, seither der Evangelischen Kirche der Böhmischen Brüder an.

## Geschichte
Während der Reformation bildete sich 1564 in Eger eine evangelische Kirchengemeinde, die die mittelalterliche Nikolauskirche übernahm, jedoch 1626 im Zuge der Gegenreformation zu Beginn des Dreißigjährigen Kriegs ihr Ende fand. Erst mit der Industrialisierung des 19. Jahrhunderts und der Entwicklung des Ortes zu einem Knotenpunkt der Sächsischen und Bayrischen Staatsbahnen etablierte sich durch den Zuzug meist evangelischer Bahnbeamten und –arbeitern wieder eine evangelische Gemeinde. Mit Erlass des Protestantenpatents von 1861 durch Kaiser Franz Joseph I., das die Gleichstellung des Protestantismus mit dem Katholizismus begründete, konnte am 11. November 1862 eine evangelische Kirchen- und Schulgemeinde gegründet werden. Finanzielle Unterstützung fand die Gemeinde seitens des Gustav-Adolf-Vereins, der die Errichtung evangelischer Kirchenbauten in katholisch dominierten Regionen förderte.
Nach dem Bau des Schul- und Pfarrhauses 1865 erfolgte am 10. Juni 1868 die Grundsteinlegung und am 5. Oktober 1871 die Einweihung der nach den Plänen des  Baumeisters Adam Haberzettl aus Eger in Formen der frühen Neugotik errichteten Friedenskirche.

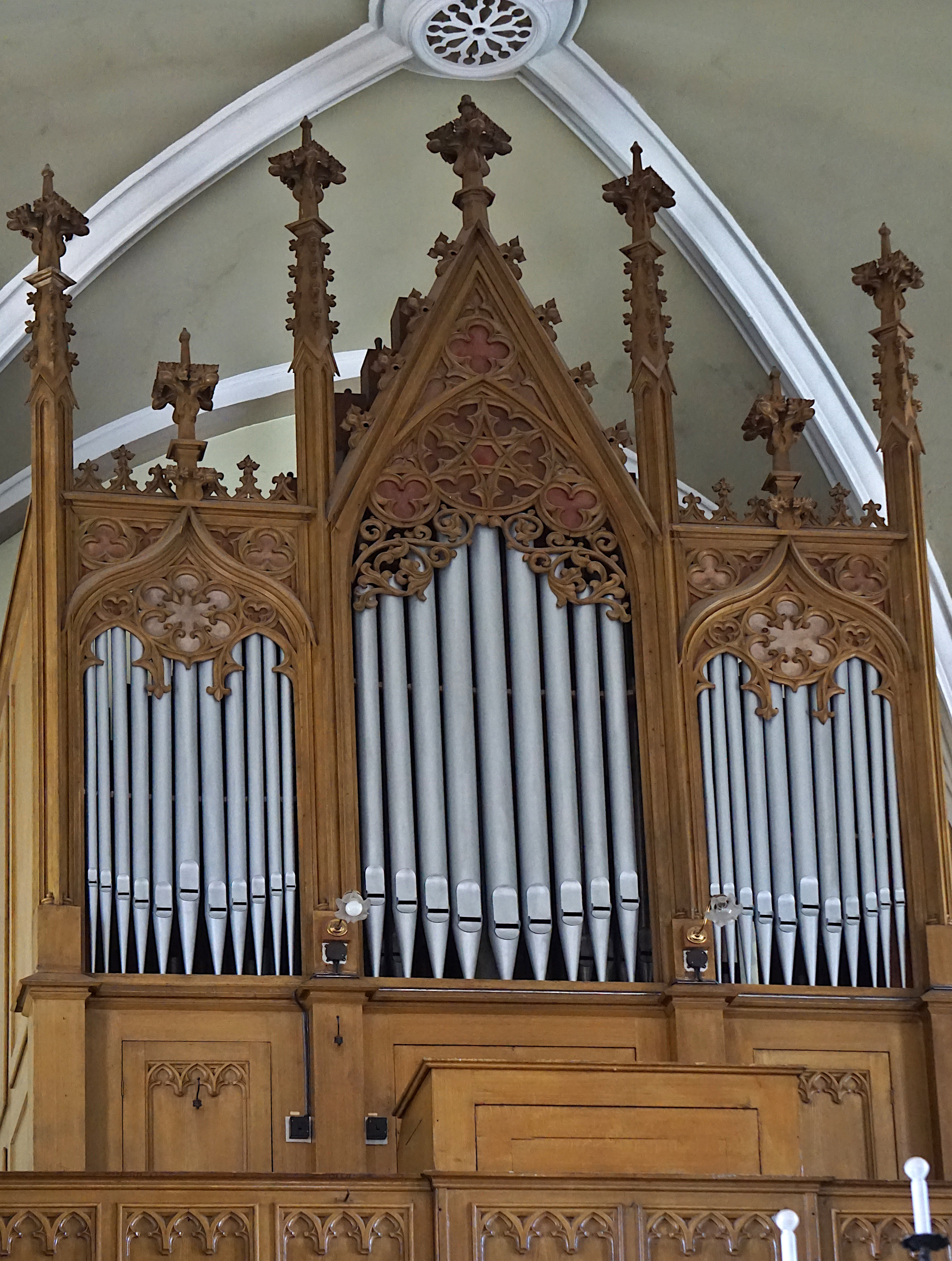
Die Orgel

Die Orgel erbaute 1871 die Firma G. F. Steinmeyer aus dem bayerischen Oettingen als ersten Auftrag für einen Orgelbau in Böhmen; sie besitzt 14 Register.
1894 entstand neben der Kirche ein eigenes Schulgebäude.
Der 1863 als erster evangelische Pfarrer aus Waldsassen berufene Adam Ithamar Marian Koch wurde  1874 Senior des Seniorats Westböhmen A.B. und 1890 Superintendent der Evangelischen Superintendentur A. B. Böhmen.